# استفتاء دونيتسك 2014
استفتاء دونيتسك 2014 هو استفتاء عام أقيم في إقليم دونيتسك في 11 مايو 2014 ونتج عنه استقلال إقليم دونيتسك عن أوكرانيا وتأسيس جمهورية دونيتسك الشعبية بهدف انضمامها لروسيا في وقت لاحق. قوبل هذا الاستفتاء بالتنديد الشديد من قبل الحكومة الأوكرانية والبلدان الأوروبية والأمريكية.

## السياق الزمني
منذ بداية 2014 شهدت أوكرانيا احتجاجات واسعة سميت باحتجاجات الميدان الأوروبي ونتجت عنها سقوط الرئيس يانوكوفيتش، وانقسمت البلاد إلي قسم موالي للاتحاد الأوروبي وقسم موالي لروسيا، الموالون لروسيا احتجوا على سقوط الرئيس فيكتور يانوكوفيتش (الذي لجأ لروسيا) وتظاهروا ضد السلطة الجديدة وتكونت احتجاجات عرفت باسم أزمة القرم 2014 والتي نتج عنها استفتاء القرم 2014 والذي بدوره أعلن قيام جمهورية القرم والتي إنضمت إلى روسيا، وهنا يأتي استفتاء دونيتسك الذي هو كذلك أعلن عن قيام جمهورية دونيتسك الشعبية.

## النتائج
قبل هذا الاستفتاء من قبل 89% من سكان الإقليم ورفض من 10%.

## التنظيم
المنظمون أنشأوا 55 لجنة محلية في إقليم دونيتسك يشرفون عن 279 2 مكتب اقتراع. في 10 مايو تم تحضير 53 لجنة و527 1 مكتب اقتراع، وتم طبع 3.2 مليون ورقة تصويت من 29 أبريل باللغتين الأوكرانية والروسية.

## السؤال
السؤال بالروسية: «Поддерживаете ли Вы Акт о государственной самостоятельности Донецкой народной республики ?» وهو ما يقابل بالعربية «هل توافق على استقلال جمهورية دونيتسك الشعبية؟».

## مقالات ذات صلة
- احتجاجات الميدان الأوروبي
- الثورة الأوكرانية 2014